# Eberhard Ludwig Baring
Eberhard Ludwig Baring, auch Eberhard Ludewig Baring (* 16. Februar 1688; † 9. November 1743 in Hannover) war ein deutscher Jurist, zuletzt als königlich-großbritannischer und kurhannoverscher Geheimer Justizrat.

## Familie
Eberhard Ludwig Baring entstammte der Baring-Familie. Er war ein Sohn des Pastors und Schriftstellers Melchior Lorenz Baring (1650–1691) und der Elisabeth Dorothea geb. von Helmold († 1737). Sein Bruder Johann Georg Baring (1682–1735) war Pastor in Mariendrebber. Baring heiratete 1720 Maria Charlotte geb. Reinhold (1695–1766), Tochter von Christian Reinhold. Das Paar hatte zehn Kinder, von denen sieben Kinder bereits frühzeitig starben.

## Leben und Wirken
Baring studierte Rechtswissenschaften an den Universitäten Halle und später in Jena. 1719 wurde er als Curator bonorum beim Grafen von Kielmannsegg bestellt. Als solcher war er die von der Justizbehörde bestellte Person zur Verwaltung der Güter und des Vermögens eines Schuldners bei einem Konkurs.
1720 wurde Baring Kloster-Advokat, zwei Jahre später, 1722 Hofgerichtsassessor. Die damaligen Hofgerichte entsprachen den späteren Landgerichten, hatten aber nur in Zivilsachen zu entscheiden. Sie waren ritterschaftliche Gerichte, die aus einem meist adligen Hofrichter und mehreren Beisitzern bestanden. 1726 erhielt Baring den Rang und den Titel eines kurfürstlich-braunschweigischen Hof- und Justizrates. 
Baring war 1733 kurbraunschweig-lüneburgischer Subdelegierter der kaiserlichen Exekutionskommission gegen die Reichsstadt Mühlhausen in Thüringen, die zum Niedersächsischen Reichskreis gehörte und Schutzstadt von Kurhannover war. Aufgrund von gescheiterten Reformbemühungen sowie schwerer Bürgerproteste und -unruhen in Mühlhausen kam es zu einem außergewöhnlichen harten Vorgehen der Exekutionskommission gegen die Stadt. In der Folge kam es zum Rezess zwischen dem Kurfürstentum Brandenburg und Kurhannover.
1740 wurde Baring zum königlich-großbritannischen und kurbraunschweigischen Geheimen Justizrat erhoben. Baring starb im November 1743 „bei voller Arbeit“ in seiner Kanzlei in Hannover am Schlagfluss. Sein Nachlass befindet sich im Bundesarchiv.